# Carlsberg Laboratorium
Carlsberg Laboratorium er en internationalt anerkendt forskningsinstitution beliggende i Valby. Det blev oprettet i 1875 af Carlsbergs grundlægger J. C. Jacobsen, som mente at det var nødvendigt at forstå øllets kemi bedre for at kunne forbedre dets kvalitet.
Særligt for Carlsberg Laboratorium er at det ikke må holde vigtige forskningsresultater hemmelige, f.eks. af konkurrencehensyn, og i 1877 besluttede bestyrelsen at der jævnligt skulle udgives et tidsskrift, der omhandlede disse resultater.
I 1876 blev Carlsberg Laboratorium lagt under Carlsbergfondet og opdelt i en kemisk og en fysiologisk afdeling, disse to afdelinger blev i 2004 samlet til en enkelt afdeling. I en årrække bestod der også en gærgenetisk afdeling. Carlsberg Laboratorium kom igen under Carlsberg i 1972 og fik gennemført en større udvidelse i 1976. I dag er institutionen en del af Carlsberg Forskningscenter.
Nogle af laboratoriets tidlige og internationalt kendte resultater var:
- 1883: Etablering af en generel metode til kvantificering af nitrogen i organiske stoffer (Johan Kjeldahl, Leder af Kemisk Afdeling fra 1876-1900).
- 1883: Metode til rendyrkelse af gær, ikke kun fri for bakterie, men også fri for vildgær (Emil Chr. Hansen, Leder af Fysiologisk Afdeling 1879-1909).
- 1909: Etablering af pH-begrebet og dets vidtrækkende, grundlæggende og praktiske vigtighed (S.P.L. Sørensen, Leder af Kemisk Afdeling 1901-1938).
- Opdagelse af den homothalliske livscyklus i spirende gær og den mendelske segregation af dets gener (Øjvind Winge, Leder af Fysiologisk Afdeling 1933-1956).
- Banebrydende proteinkemi, i særdeleshed proteolytiske enzymer og proteiners dynamiske natur (Kaj Ulrik Linderstrøm-Lang, Leder af Kemisk Afdeling 1938-1959).

## Direktører
| Navn                       | Periode   |
| -------------------------- | --------- |
| Johan Kjeldahl             | 1876–1900 |
| S.P.L. Sørensen            | 1901–1938 |
| Kaj Ulrik Linderstrøm-Lang | 1938–1959 |
| Martin Ottesen             | 1959–1987 |
| Klaus Bock                 | 1988–2006 |
| Jens Ø. Duus               | 2006–2011 |
| Ole Hindsgaul              | 2011–2014 |
| Birger Lindberg Møller     | 2014–nu   |

## Ekstern kilde/henvisning
- Carlsberg Forskningscenter (på engelsk) Arkiveret 19. juli 2011 hos  Wayback Machine

55°39′56.74″N 12°31′42.24″Ø / 55.6657611°N 12.5284000°Ø